# Березин, Михаил Евгеньевич
Михаи́л Евге́ньевич Бере́зин (8 [21] ноября 1906, Гончарка, Сельское поселение Алёшинское — 23 августа 1950, Тула) — советский инженер-конструктор авиационного вооружения, создатель универсального пулемёта Березина, лауреат двух Сталинских премий.

## Биография
Родился 8 (21) ноября 1906 года, в бедной крестьянской семье, в деревне Гончарка (ныне Кирилловский район, Вологодская область).
Начал работать уже в 9-летнем возрасте: был батраком, чернорабочим, лесорубом, плотником.
После окончания Гражданской войны, в 1926 году поступил на рабфак при Ленинградском политехническом институте. В 1934 году окончил Ленинградский военно-механический институт. Работал на Тульском оружейном заводе: вначале простым мастером, а затем инженером-конструктором. В 1935, перейдя на работу в конструкторское бюро, участвовал в разработке 12,7-мм крупнокалиберного пулемёта, послужившего основой для УБ-12,7. Также активно занимался конструированием авиационных пушек, самой распространённой из которых стала Б-20. Член ВКП(б) с 1944 года.
Погиб на рыбалке 23 августа 1950, похоронен в Туле на Всехсвятском кладбище.
Сын Сергей после окончания Тульского политехнического института пришёл работать в КБП, где стал разработчиком систем вооружения для машин БМП-3 и БМД-4.

## Память

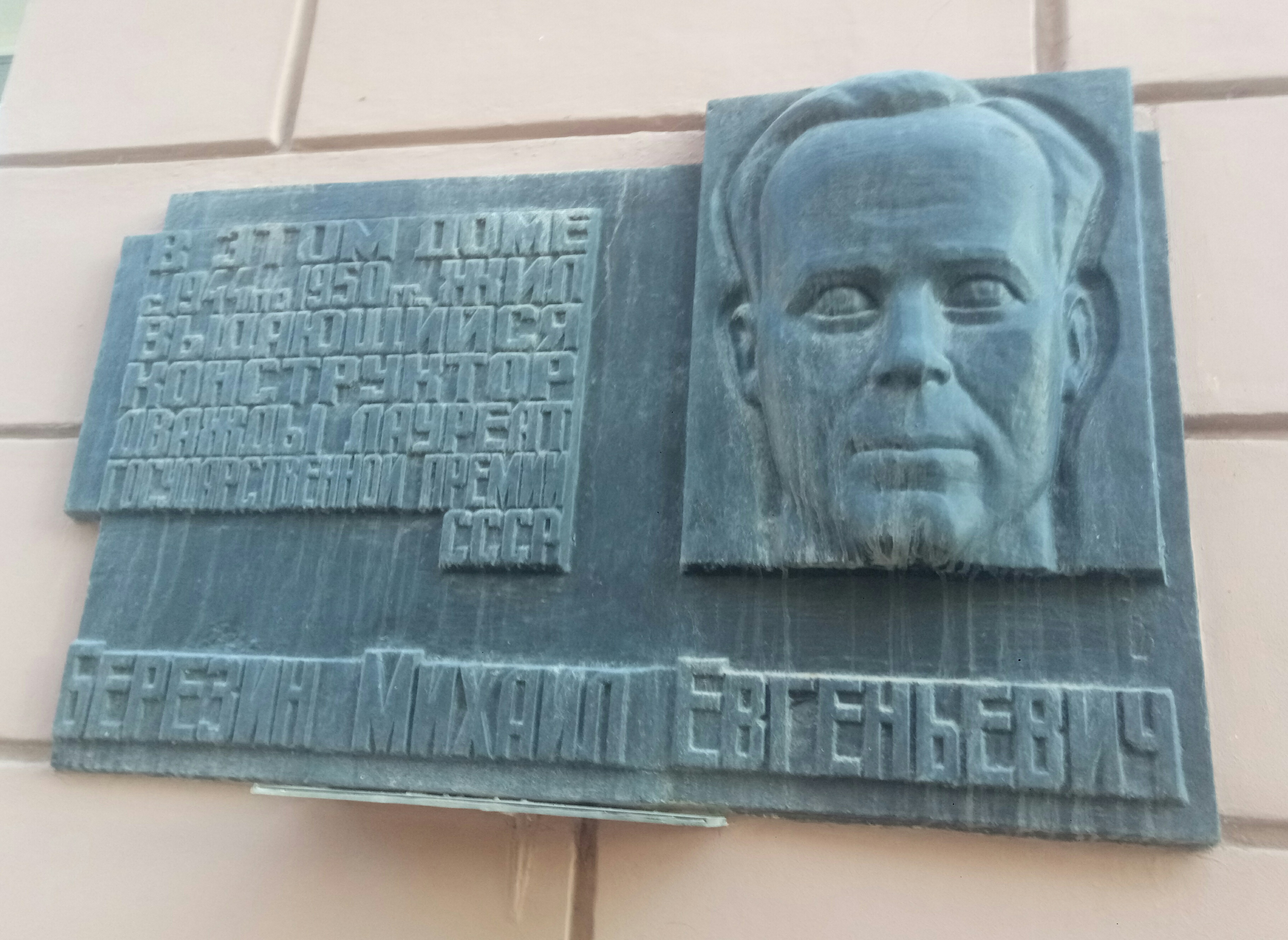
Мемориальная доска на доме 67 по пр. Ленина в Туле

- На доме в Туле, где жил Березин, установлена мемориальная доска.

## Награды и премии
- орден Ленина (8 июня 1939)
- два ордена Трудового Красного Знамени
- орден Кутузова I степени (16 сентября 1945)
- орден Суворова II степени
- медаль «За доблестный труд в Великой Отечественной войне 1941—1945 гг.».
- Сталинская премия I степени (14 марта 1941) — за разработку конструкции нового типа стрелкового авиавооружения[4]
- Сталинская премия III степени (1946) — за создание новой авиационной пушки